# Meath GAA
Le Meath GAA est une sélection sportive irlandaise basée dans la province du Leinster et pratiquant les sports gaéliques : hurling, football gaélique et camogie. Le Meath GAA évolue au Páirc Tailteann (30 000 places) situé à Navan.

## Palmarès de football gaélique
- All-Ireland Senior Football Championships : 7
  - 1949, 1954, 1967, 1987, 1988, 1996, 1999
- All-Ireland Junior Football Championships : 4
  - 1947, 1952, 1962, 1988, 2003
- All-Ireland Minor Football Championships : 3
  - 1957, 1990 and 1992
- All-Ireland Under 21 Football Championships : 1
  - 1993
- finaliste du All-Ireland Senior Football Championship : 9
  - 1895, 1939, 1951, 1952, 1966, 1970, 1990, 1991, 2001
- Leinster Senior Football Championships : 21
  - 1895, 1939, 1940, 1947, 1949, 1951, 1952, 1954, 1964, 1966, 1967, 1970, 1986, 1987, 1988, 1990, 1991, 1996, 1999, 2001, 2010
- Leinster Junior Football Championships : 16
  - 1947, 1952, 1958, 1962, 1964, 1986, 1988, 1990, 1991, 1995, 1996, 1997, 1999, 2003, 2005, 2006
- Leinster Minor Football Championships : 9
  - 1957, 1972, 1977, 1980, 1985, 1990, 1992, 1993, 2006
- Leinster Under 21 Football Championships : 8
  - 1985, 1989, 1990, 1991, 1993, 1996, 1997, 2001
- National Football League : 7
  - 1933, 1946, 1951, 1975, 1988, 1990, 199

## Palmarès de hurling
- All-Ireland Senior Hurling "B" Championships: 1
  - 1993
- All-Ireland Junior Hurling Championships: 1
  - 1993
- Leinster Junior Hurling Championships: 5
  - 1927, 1948, 1961, 1970, 1972
- Leinster Minor Hurling Championships: 1
  - 1929

## Palmarès de football gaélique féminin
- All-Ireland Junior Ladies' Football Championships: 1
  - 1994